# Mahmoud El-Gohary
Mahmoud El-Gohary (arab. ‏محمود الجوهري‎, ur. 20 lutego 1938 w Heluanie, zm. 31 sierpnia 2012 w Ammanie) – piłkarz egipski grający na pozycji napastnika, a potem trener.

## Kariera klubowa
Przez całą karierę piłkarską El-Gohary związany był z klubem Al-Ahly Kair. W 1954 roku zadebiutował jego barwach w pierwszej lidze egipskiej i był jego podstawowym zawodnikiem. W latach 1956–1959 czterokrotnie z rzędu wywalczył z Al-Ahly mistrzostwo Egiptu, a w 1956 i 1958 roku wygrywał też Puchar Egiptu. Karierę piłkarską zakończył w 1960 roku w wieku 22 lat z powodu kontuzji.

## Kariera reprezentacyjna
Z reprezentacji Egiptu El-Gohary wystąpił w Pucharze Narodów Afryki 1959. Egipt wygrał ten turniej, a El-Gohary z 3 golami został królem strzelców.

## Kariera trenerska
Po zakończeniu kariery piłkarskiej El-Gohary został trenerem. Najpierw został asystentem w Al-Ahly Kair, a w 1977 roku poprowadził samodzielnie saudyjski Ittihad FC. W 1982 roku wrócił do Al-Ahly. Wygrał z nim Afrykańską Ligę Mistrzów w 1982 roku, dwa Puchary Egiptu w 1983 i 1984 roku oraz Afrykański Puchar Zdobywców Pucharów w 1984. Następnie wrócił do Al-Ittihad.
W 1988 roku El-Gohary po raz pierwszy został selekcjonerem reprezentacji Egiptu. Awansował z nim na Mistrzostwa Świata we Włoszech. Egipcjanie nie wyszli z grupy tego turnieju. W latach 1991–1993 ponownie prowadził kadrę narodową.
W 1993 roku El-Gohary został trenerem Zamaleku Kair. W tym samym roku zwyciężył z nim w Lidze Mistrzów, a rok później w Superpucharze Afryki. Potem pracował w saudyjskim Al-Wahda FC. W latach 1996–1997 był selekcjonerem reprezentacji Omanu. W 1998 roku prowadził Egipt w Pucharze Narodów Afryki i wygrał z nim ten turniej. W 2002 roku dotarł z Egiptem do ćwierćfinału Pucharu Narodów Afryki 2002. W 2002 roku prowadził też reprezentację Jordanii.